# Chiesa di San Benedetto (Monterchi)
La chiesa di San Benedetto, annessa al monastero omonimo, è un edificio sacro che si trova a Monterchi.

## Storia e descrizione
Secondo la tradizione, il monastero sorse nel luogo in cui prima del Mille si trovava un ospizio per viandanti e infermi donato a San Romualdo, passato poi alle suore camaldolesi e infine alle benedettine. La prima notizia documentaria è del 1525. Ad un rinnovamento seicentesco della chiesa fece seguito la completa distruzione del complesso monastico durante la guerra barberina e la sua riedificazione tra il 1646 e 1649.
Nel 1840 la chiesa fu nuovamente ristrutturata con l'aggiunta dell'ingresso con colonne e ornati sulla facciata e della decorazione a stucchi con l'altare marmoreo all'interno.
La chiesa è stata indicata tra i candidati ad ospitare, in futuro, l'affresco della Madonna del Parto di Piero della Francesca.